# L'Attaque à l'aube
L'Attaque à l'aube est une peinture d'histoire réalisée en 1877 par  le peintre français Alphonse de Neuville. La scène représentée se passe  dans une ville française attaquée par les troupes prussiennes pendant la guerre franco-allemande de 1870.

## Histoire
Alphonse de Neuville a été officier de la Garde nationale et aide de camp du général Callier[Qui ?] pendant la guerre franco-prussienne. Il a étudié de près les lieux des batailles et des armes pour recréer des scènes de bataille.

## Description
La scène se passe dans  une ville française du Jura français, près de la frontière suisse pendant un épisode neigeux sombre dans la rue principale éclairée faiblement par un réverbère. Sous le son d'un clairon appelant d'autres renforts, des tirailleurs algériens et des militaires de la garde nationale se précipitent hors d'une auberge pour parer l'attaque de Prussiens arrivant au loin, certains  en tirant juchés sur une voiture dételée.  Au centre de la composition, quelques-uns sont tombés et gisent, ensanglantés, les armes au sol, dans la neige émaillée de traces de roues et de pas.